# Wapen van Laakdal

Wapen van Laakdal

Het wapen van Laakdal werd op 4 januari 1995 per ministerieel besluit aan de Antwerpse gemeente Laakdal toegekend.

## Geschiedenis
Het huidige wapen van Laakdal is gedeeld: het eerste deel voert het wapen van de Geels-Duffelse tak van de familie Berthout (om preciezer te zijn het wapen van Duffel-Perwijs), daar verscheidene deelgemeenten van de fusiegemeente Laakdal (Eindhout, Varendonk en Veerle) tot het Land van Geel behoorden, terwijl het tweede deel het wapen van de heren van Diest voert, daar deze de voormalige heren van Vorst waren.

Wapen van de Geels Duffelse tak van de familie Berthout.
Wapen van de heren van Diest.

## Blazoenering
De blazoenering luidt als volgt:
Gedeeld 1.in goud drie palen van keel met een vrijkwartier van hermelijn 2.in goud twee dwarsbalken van sabel.
In het rechter deel van het wapen zijn er dwarsbalken van goud en zwart. Linksboven in het wapen zit er hermelijn. Daaromheen zijn er dwarsbalken van rood en goud.